# Fontaine-au-Bois
Fontaine-au-Bois là một xã ở tỉnh Nord trong vùng Hauts-de-France, Pháp.